# Очёрская фауна
Очёрская фауна — виды животных, обитавшие в Приуралье в поздней перми (конец казанского века). Очёрская фауна, очевидно, предшествовала ишеевской фауне.

## Открытие
Открыта и впервые раскопана у города Очёр (деревня Ежово) Очёрского района Пермского края.

## Среда обитания
Очёрская фауна и соответствующая ей флора существовали на узкой полоске суши между древним Уралом и мелким и тёплым континентальным морем, существовавшим в поздней перми на территории современного Поволжья. Климатом данный регион в те времена напоминал современное Закавказье — он имел очень влажный и тёплый климат, но с чередованием более и менее влажных сезонов (его можно назвать морским тропическим, поскольку регион находился южнее 30° северной широты).

## Представители
Основными представителями очёрской фауны являлись терапсиды: примитивные дейноцефалы, аномодонты и териодонты. Дейноцефалы были растительноядными, в основном крупными полуводными животными (такими, как эстемменозух, Anoplosuchus и Zopherosuchus), и плотоядными животными побережий (например, Archaeosyodon).

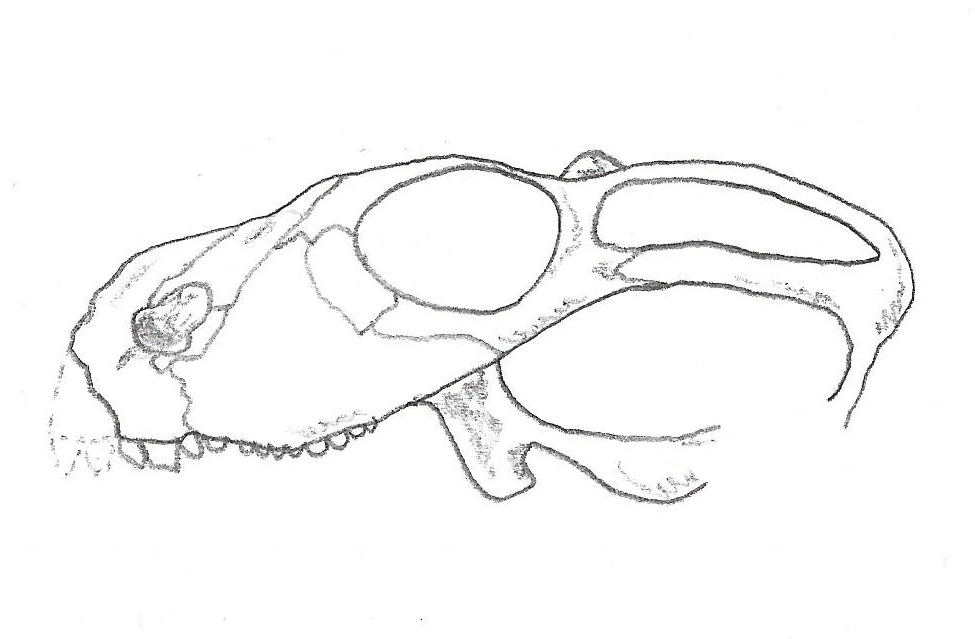
Череп О. netzvetajevi

К аномодонтам относится типичный наземный обитатель очёрия (Otsheria netzvetajevi). Териодонты являлись хищниками — крупными (Ivantosaurus, Eotitanosuchus) и мелкими (Biarmosuchus). Также в очёрскую фауну входили амфибии-лабиринтодонты — диссорофиды (Dissorophidae) и архегозавриды (Archegosauridae).

## Значение для развития Очёрского района
Есть мнение, что ежовское местонахождение очёрской фауны может служить важной достопримечательностью, способствующей развитию туризма в районе.

## Некоторые представители

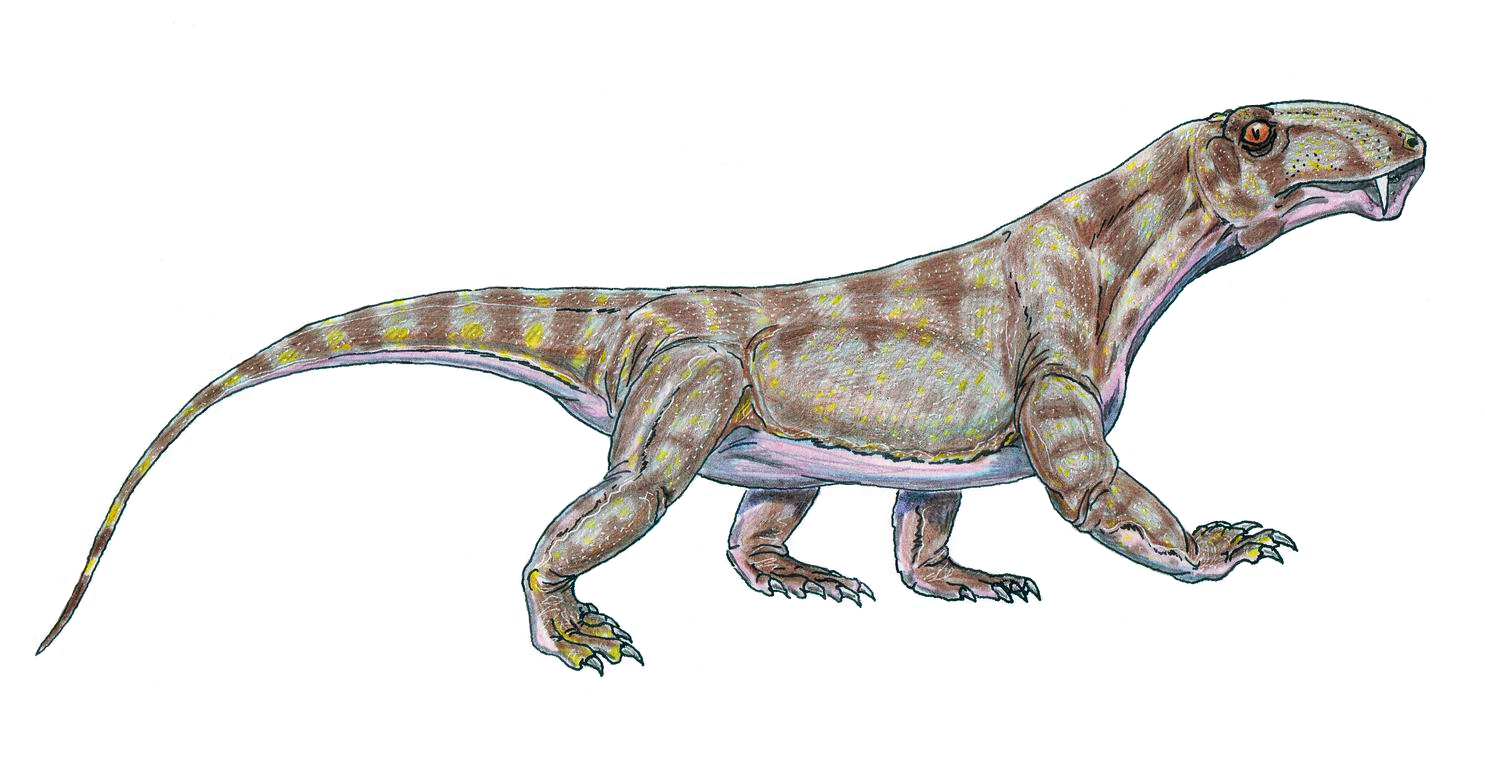
Биармозух
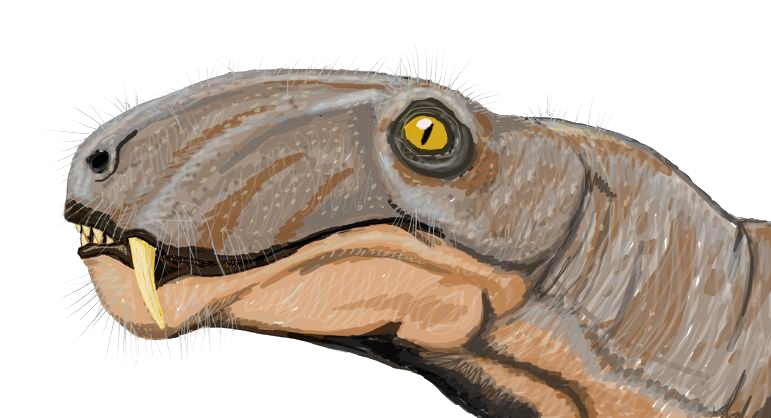
Эотитанозух
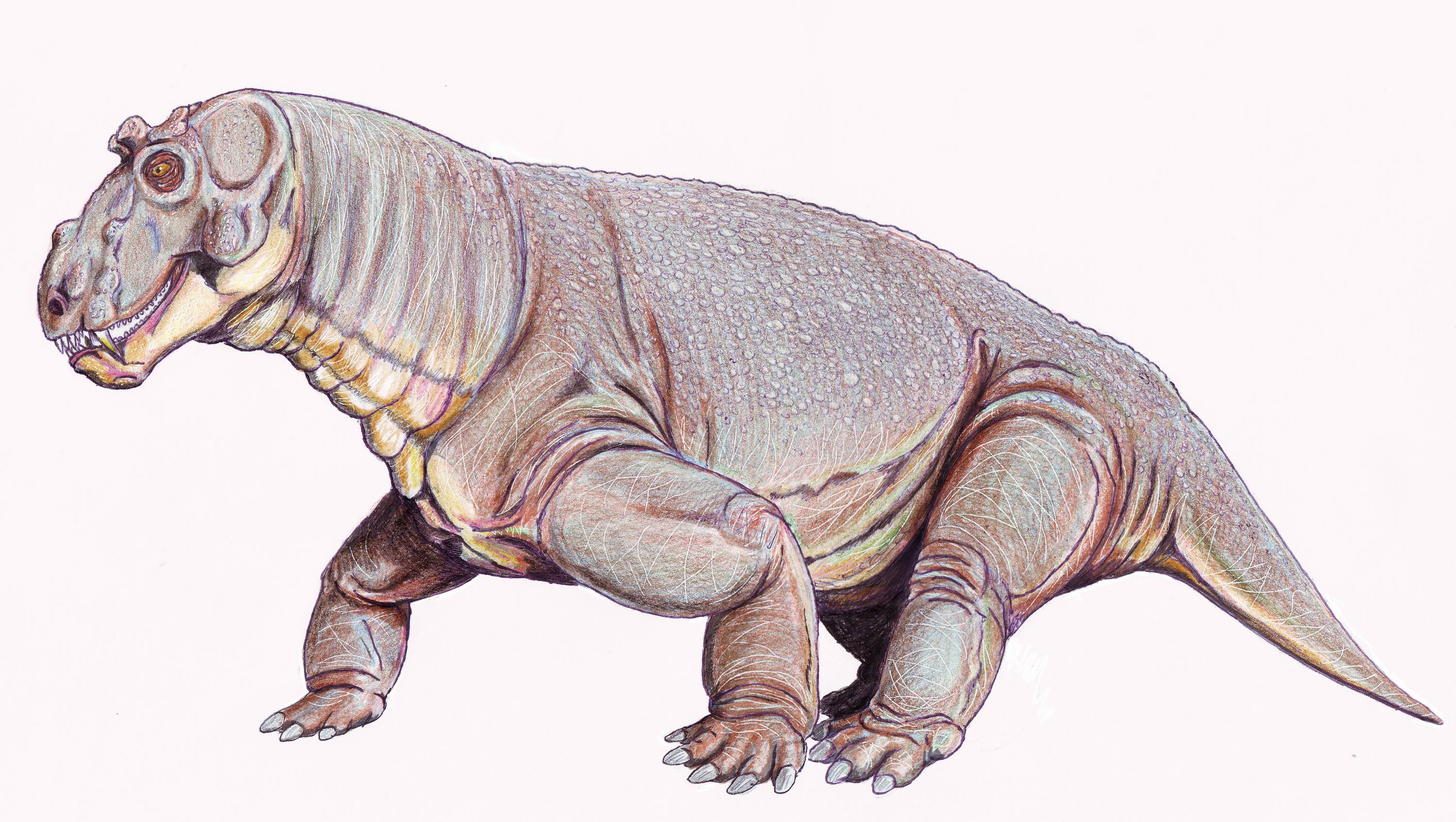
Эстемменозух
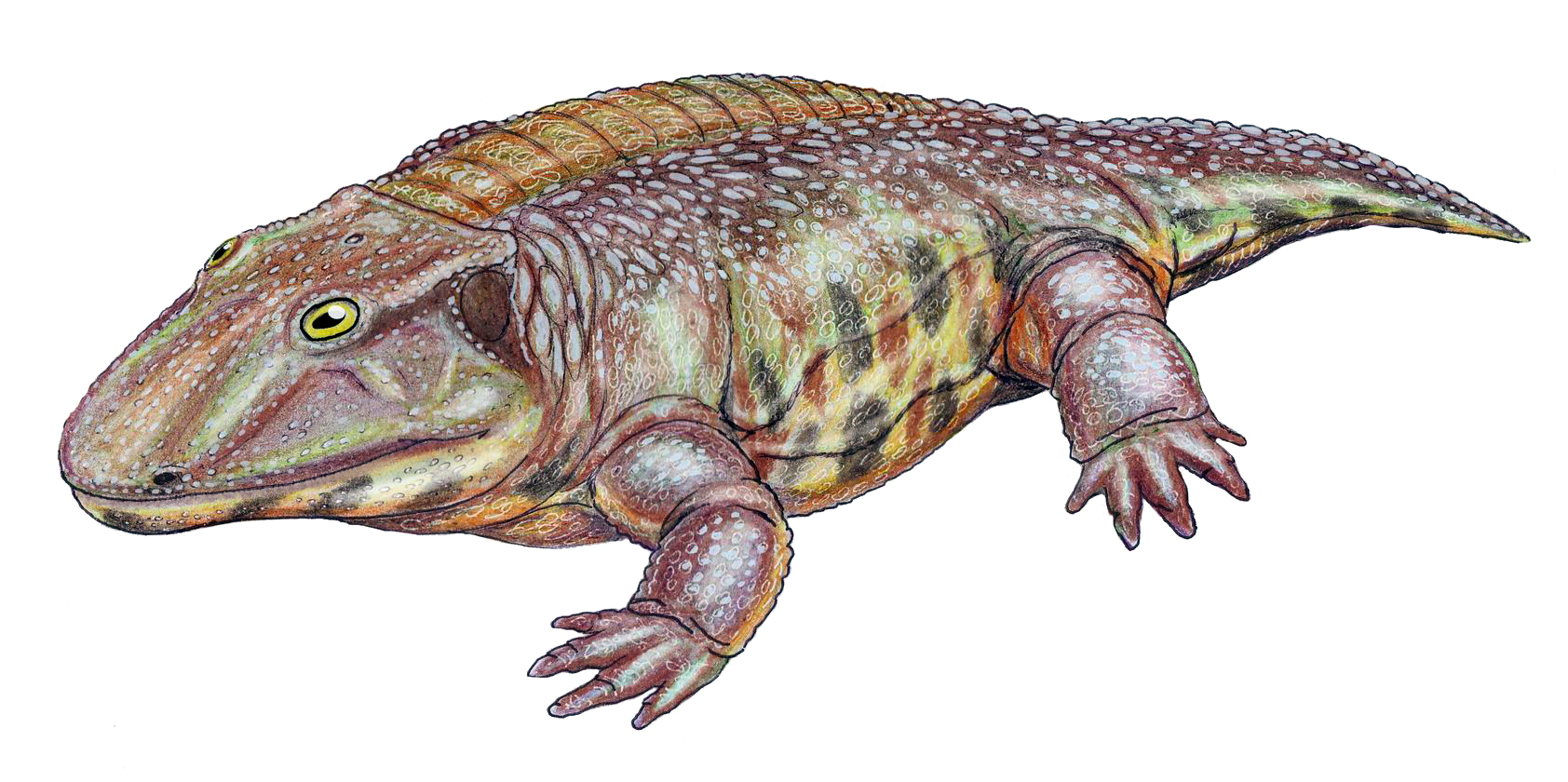
Камакопс
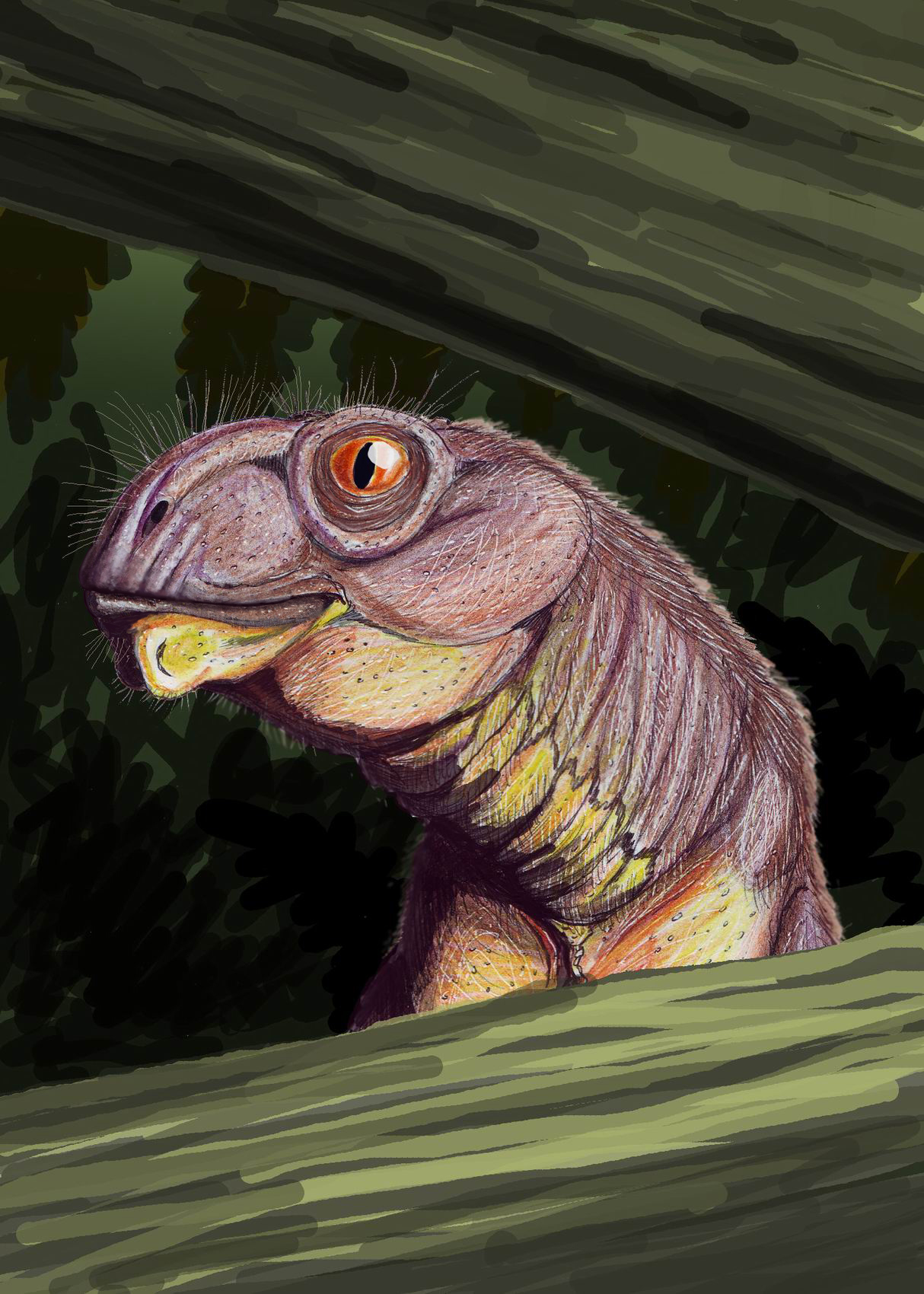
Очёрия[англ.]